# Celastrina argiolus ladon
Celastrina argiolus ladon is een vlinder uit de familie Lycaenidae (kleine pages, vuurvlinders en blauwtjes). Deze ondersoort werd vroeger als een aparte soort beschouwd, maar bij een herziening is hij ingedeeld als ondersoort van het boomblauwtje. Deze herziening wordt niet door alle auteurs geaccepteerd.

## Kenmerken
De spanwijdte bedraagt tussen de 22 en 35 millimeter. De voorjaarsgeneraties zijn blauw van kleur en de zomergeneraties wit.

## Verspreiding en leefgebied
De vlinder komt voor in bijna heel Noord-Amerika en vliegt in vele generaties tussen januari en oktober in het zuidelijk deel van het verspreidingsgebied. Verder naar het noorden wordt de vliegtijd steeds korter en het aantal generaties minder; in Canada bijvoorbeeld van mei tot augustus.
Waardplanten van de rupsen zijn een grote verscheidenheid aan struiken en kruiden. De vlinder voedt zich met nectar van onder andere de zijdeplant, braam en wilde liguster.